# Agrostis flavescens
Agrostis flavescens é uma espécie de gramínea do gênero Agrostis, pertencente à família Poaceae.